# Keiynan Lonsdale
Keiynan Lonsdale (Sydney, 1991. december 19. –) ausztrál színész, énekes és táncos.

## Élete
Kiskorában minden Michael Jackson dalt megtanult. Ahogy az érdeklődése egyre nőtt a művészetek iránt, édesanyja úgy döntött, hogy beíratja egy előadó-művészeti középiskolába. Érettségi után a Tyrone „Fame: A Musical”-ben játszott 10 hónapig. Ezutána a 25 epizódos díjnyertes ausztrál televíziós sorozatban, a Táncakadémia-ban játszott 2012-13 között. Eredetileg vendégszereplőnek vették fel, de a harmadik évadra már állandó tagja volt a sorozatnak. 2015-ben visszatérő szereplőként Flash – A Villámban kapott szerepet, majd a 3. évadtól szuperhőskéént kapott szerepet, mint Kölyök Flash. 2016-ban szerepet kapott a A beavatott-sorozat: A hűséges filmben. 2017-ben felvállalta biszexualitását. 2018 januárjában hivatalosan is megerősítették, hogy miután szerepel a 11. epizódban, Keiynan Wally West szerepében belép A holnap legendái című sorozatba.

## Szerepei

### Filmjei
| Év   | Cím                                                              | Szerep                      | Megjegyzés |
| ---- | ---------------------------------------------------------------- | --------------------------- | ---------- |
| 2018 | Kszi, Simon                                                      | Bram Greenfeld              |            |
| 2017 | Ascendant                                                        | Uriah                       |            |
| 2017 | Táncakadémia: A film (Dance Academy: The Movie )                 | Oliver Lloyd                |            |
| 2016 | A beavatott-sorozat: A hűséges (The Divergent Series: Allegiant) | Uriah Pedrad                |            |
| 2016 | Viharlovagok (The Finest Hours)                                  | Eldon Hanan                 |            |
| 2015 | A lázadó (Insurgent)                                             | Uriah                       |            |
| 2007 | Razzle Dazzle                                                    | Miss Elizabeth Tánc Troupja |            |

### Televízió
| Év        | Cím                          | Szerep                  | Megjegyzés |
| --------- | ---------------------------- | ----------------------- | ---------- |
| 2015-     | Flash – A Villám (The Flash) | Wally West/Kölyök Flash |            |
| 2012-2013 | Táncakadémia (Dance Academy) | Ollie Lloyd             | 26 epizód  |
| 2008      | All Saints                   | Corey                   | 1 epizód   |

## Diszkográfia
| Cím           | Album adatai                                                 |
| ------------- | ------------------------------------------------------------ |
| Higher Vol. 1 | - Megjelent: 2015. október 6. - Formátum: Digitális letöltés |